# Refuge faunique côtier d'Anchorage
L'Anchorage Coastal Wildlife Refuge est un refuge faunique situé dans la municipalité d'Anchorage, en Alaska.

## Emplacement
Le refuge faunique côtier d'Anchorage est situé sur une section de 25 kilomètres de long du littoral d'Anchorage, la plus grande ville d'Alaska, s'étendant de Point Woronzof à Potter Creek. La grande majorité du refuge est située sur des plaines inondables de limon glaciaire, avec une plus petite partie constituée de zones humides côtières, de tourbières, de zones boisées et de Potter Marsh, une populaire zone d'observation de la faune.

## Faune

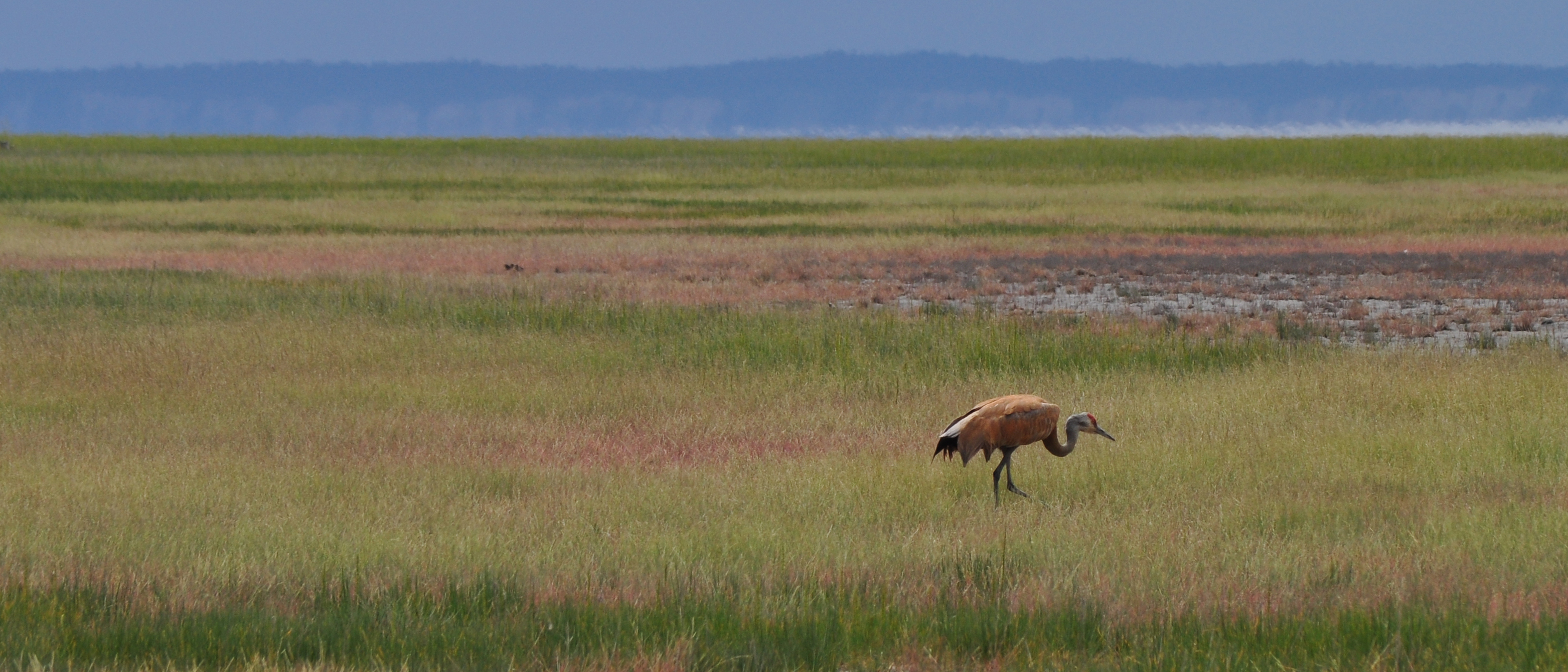
Une grue du Canada migratrice dans la réserve faunique côtière d'Anchorage

Le refuge faunique côtier d'Anchorage est un refuge saisonnier pour de nombreuses espèces d'oiseaux migrateurs, notamment des grèbes, des cygnes, des bernaches du Canada, des chevaliers à pattes jaunes et des phalaropes du Nord. Les aigles, les élans, les porcs-épics et, moins fréquemment, les ours noirs habitent les zones boisées plus proches du rivage. Bien que les plaines glaciaires soient généralement dépourvues de vie, elles sont traversées chaque année par des milliers de saumons lorsqu'une grande partie du refuge est submergée à marée haute.

## Récréation

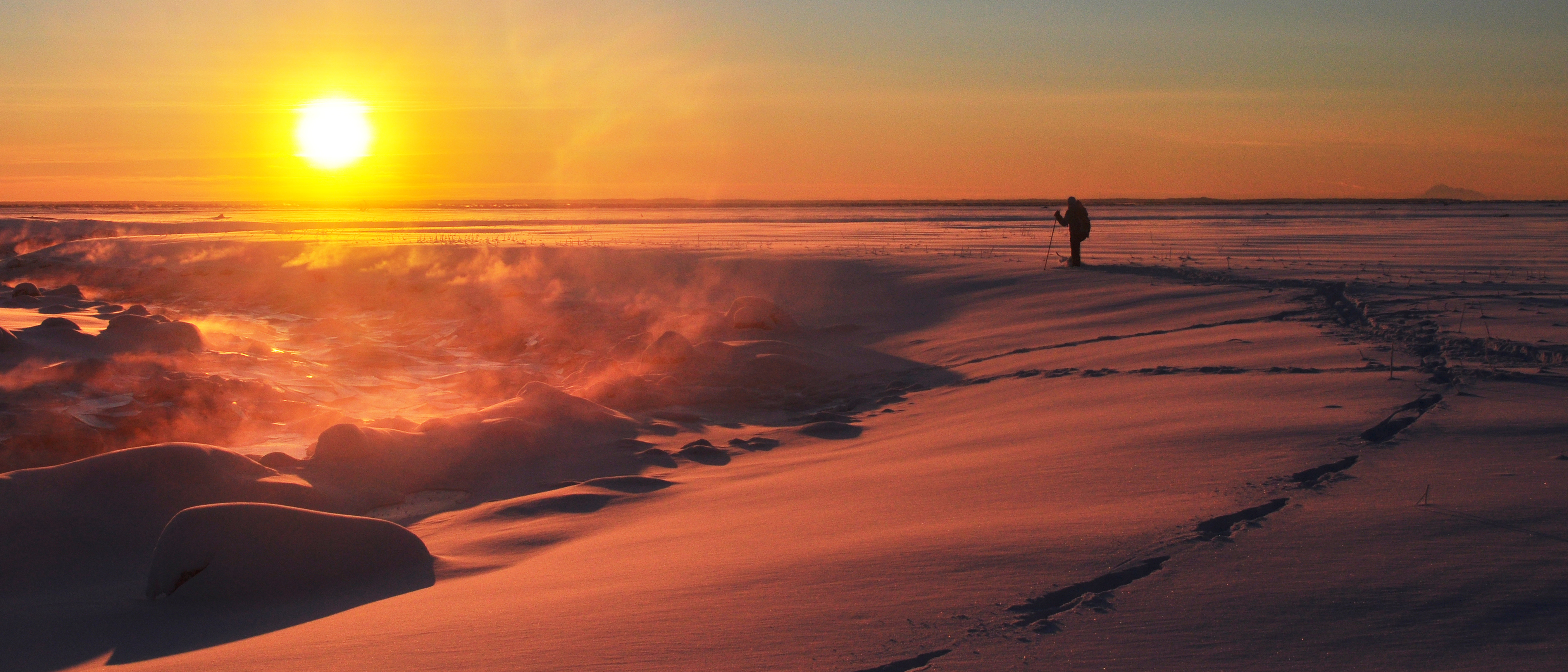
Un skieur près de l'embouchure du ruisseau Campbell, qui traverse le refuge et se jette dans le bras Turnagain

Le refuge est ouvert au public toute l'année. Les activités populaires comprennent l’observation des oiseaux, la chasse, le piégeage, la pêche, le camping, la randonnée, la raquette et le ski de fond. Potter Marsh est ouvert pendant l'hiver pour le patinage sur glace. Malgré sa proximité avec la ville d'Anchorage, l'accès public à une grande partie du refuge est limité à des sentiers non balisés à travers des zones boisées, et les plaines inondables de limon glaciaire qui constituent la majeure partie du refuge peuvent être dangereuses.

## Controverse
L’usage de la réserve est un sujet de controverse permanent. Les tentatives répétées visant à prolonger le sentier côtier d'Anchorage à travers le refuge ont été contestées par divers groupes, notamment les passionnés de la faune et les propriétaires dont la propriété jouxte le refuge.